# Filmworks IX: Trembling Before G-d
Filmworks IX: Trembling Before G-d je soundtrack k filmu Bůh je mi strachem (Trembling Before G-d) z roku 2001. Je to devátá část série Filmworks Johna Zorna. Album vyšlo v roce 2000 u Tzadik Records.

## Seznam skladeb
Všechny skladby napsal(i) John Zorn. 
| Pořadí         | Název                  | Délka |
| -------------- | ---------------------- | ----- |
| 1.             | Trembling Before G-D 1 | 2:25  |
| 2.             | Mahshav                | 5:01  |
| 3.             | Tashlikh 1             | 4:26  |
| 4.             | Yechida                | 0:54  |
| 5.             | Idalah-Abal            | 7:49  |
| 6.             | Simen Tov/Mazel Tov    | 1:25  |
| 7.             | Sholom Aleichem        | 1:12  |
| 8.             | Notarikon              | 4:11  |
| 9.             | Maskil                 | 3:25  |
| 10.            | Trembling Before G-D   | 2:51  |
| 11.            | Mahshav                | 8:26  |
| 12.            | Desert Montage         | 4:45  |
| 13.            | Kaporeh                | 3:25  |
| 14.            | Tashlikh 2             | 2:18  |
| 15.            | Nigun                  | 2:02  |
| 16.            | Trembling Before G-D 2 | 3:13  |
| 17.            | End Titles             | 6:01  |
| 18.            | Kaporeh                | 4:18  |
| Celková délka: | Celková délka:         | 65:11 |

## Sestava
- Chris Speed – klarinet
- Jamie Saft – piáno, varhany
- Cyro Baptista – perkuse (12, 17)
- John Zorn – hlasy (6)